# 4859 Fraknoi
4859 Fraknoi eller 1986 TJ2 är en asteroid i huvudbältet som upptäcktes den 7 oktober 1986 av den amerikanske astronomen Edward L.G. Bowell vid Anderson Mesa Station. Den är uppkallad efter Andrew Fraknoi.
Asteroiden har en diameter på ungefär 7 kilometer och den tillhör asteroidgruppen Baptistina.